# 亜深海性貝類の産状を示す野島層の露頭
亜深海性貝類の産状を示す野島層の露頭（あしんかいせい かいるいのさんじょうをしめす のじまそうのろとう）は、神奈川県横浜市金沢区大道1丁目に所在する地層（野島層）の露頭である。貝類の化石（貝殻）が多量に含まれており、横浜市指定天然記念物である。

## 概要
野島層は上総層群に属し、新生代第四紀前期更新世中の約220万年前〜180万年前にかけて堆積した海底堆積層である。野島を名称の由来として、横浜市南部から三浦半島北部に広がっている。これらが堆積した当時の古水深は400 - 500メートルほどと推定されており、多くの亜深海〜深海性貝類の化石を産出する。
金沢区大道1丁目の横浜市立大道中学校校地内にある野島層の断崖には、10種類以上の亜深海性貝類の化石を多量に含む露頭があり、15メートルにわたり連続した地層となっている。1994年（平成6年）11月1日に横浜市の天然記念物となった。